# Romualdo Pacheco

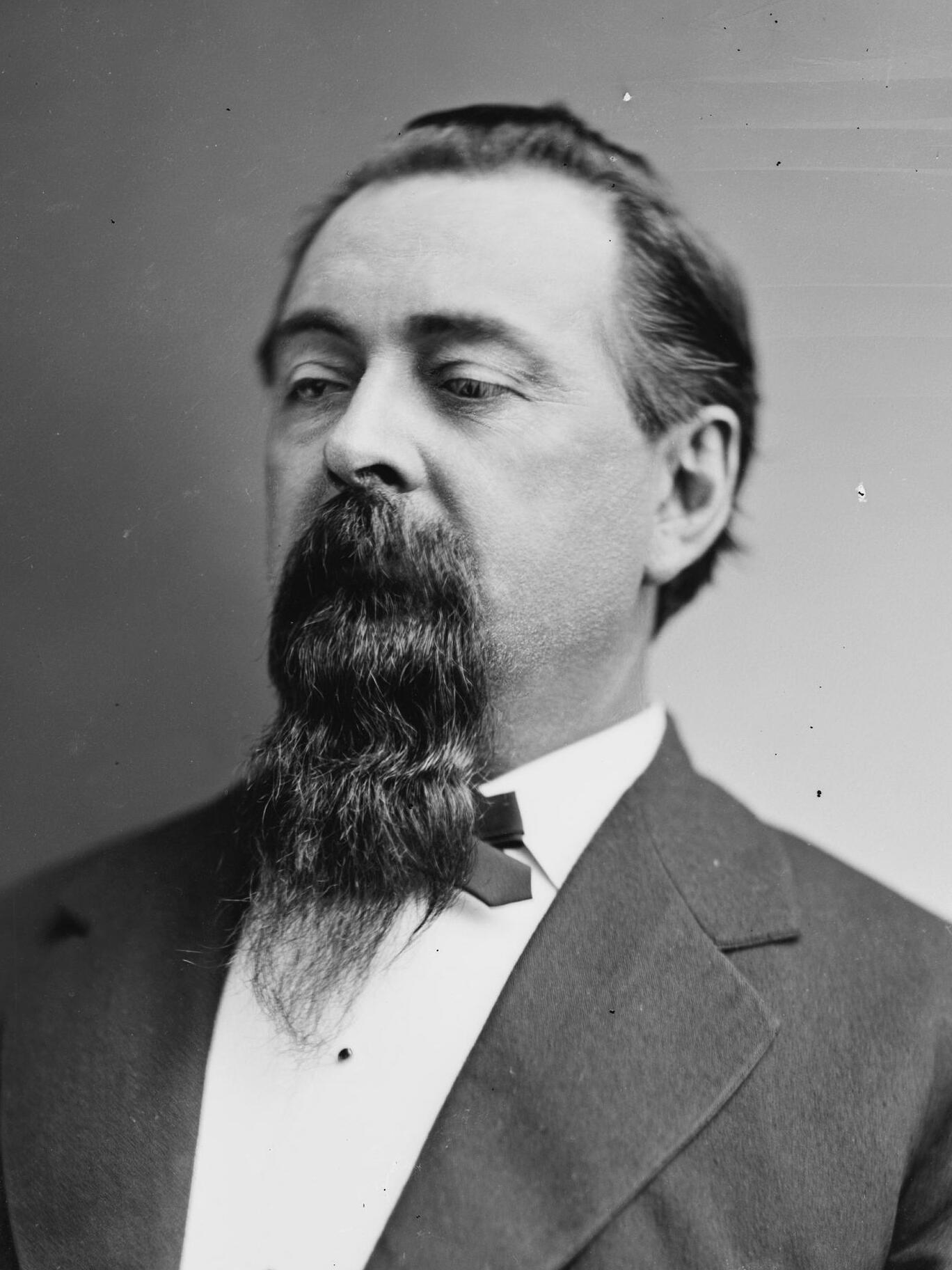
Romualdo Pacheco

Romualdo Pacheco (* 31. Oktober 1831 in Santa Barbara, damaliges Mexiko; † 23. Januar 1899 in Oakland, Kalifornien) war ein US-amerikanischer Politiker. Er war der zwölfte Gouverneur von Kalifornien und vertrat diesen Bundesstaat im US-Repräsentantenhaus. Bis heute ist er der einzige Gouverneur Kaliforniens lateinamerikanischer Herkunft.

## Frühe Jahre
Romualdo wurde 1831 in Santa Barbara als Sohn von Ramona Carillo Pacheco und ihrem Mann Jose Antonio geboren. Seine Eltern gehörten in der damaligen mexikanischen Provinz Niederkalifornien zur oberen Gesellschaftsschicht. Sein bereits früh verstorbener Vater war Berater des mexikanischen Gouverneurs in Niederkalifornien. Sein Stiefvater, ein Schotte namens John D. Wilson, schickte den jungen Romualdo zur weiteren Ausbildung nach Honolulu im Königreich Hawaiʻi. Im Alter von zwölf Jahren begann er eine Ausbildung bei der mexikanischen Handelsmarine. Bald darauf geriet er in die Wirren des Mexikanisch-Amerikanischen Krieges von 1846. Sein Schiff wurde von den Amerikanern aufgebracht und er geriet in Gefangenschaft. Nachdem er einen Treueeid geschworen hatte, wurde er wieder freigelassen.

## Politische Laufbahn
Pachecos Abstammung von einer führenden Familie des alten Kaliforniens war ihm für seine politische Karriere, die er 1850 begann, sehr hilfreich. Er genoss sowohl das Vertrauen der alteingesessenen Einwohner als auch das der Angloamerikaner. Nach der Gründung der Republikanischen Partei wurde er deren Mitglied. In den Jahren von 1853 bis 1855 und erneut von 1868 bis 1870 war er gewählter Abgeordneter in der California State Assembly; von 1857 bis 1863 gehörte er dem Senat von Kalifornien an. Während des Bürgerkrieges wurde er von Gouverneur Leland Stanford zum Brigadegeneral der Nationalgarde ernannt. Er sollte unionsfeindliche Milizen entwaffnen. Danach war er als Nachfolger von Delos R. Ashley kurzzeitig State Treasurer von Kalifornien und schließlich erneut Staatssenator. 1871 wurde er zum Vizegouverneur von Kalifornien gewählt. Im Januar 1875 trat Gouverneur Newton Booth zurück, um als US-Senator nach Washington, D.C. zu gehen. Sein Stellvertreter Pacheco rückte somit zum Gouverneur auf. Allerdings musste er nur die verbleibenden neun Monate der Legislaturperiode in diesem Amt ausfüllen.
Nach Ablauf der Amtszeit kandidierte er für einen Sitz im Kongress und wurde mit einer Stimme Mehrheit gewählt. Sein Gegner Peter D. Wigginton ließ allerdings das Wahlergebnis anfechten. 1878 wurde dessen Antrag stattgegeben und Pacheco musste seinen Sitz wieder abgeben. Damit war er zunächst nur zwischen dem 4. März 1877 und dem 7. Februar 1878 Mitglied des Kongresses. Bereits im Herbst des Jahres 1878 kandidierte er erneut bei den Kongresswahlen und schaffte den Wiedereinzug in das US-Repräsentantenhaus. Damit konnte er dort nach einer Wiederwahl im Jahr 1880 zwischen dem 4. März 1879 und dem 3. März 1883 zwei Legislaturperioden absolvieren.

## Lebensabend und Tod
Danach betrieb er für fünf Jahre Viehzucht auf einer Ranch im Norden Mexikos. 1890 wurde er Botschafter der Vereinigten Staaten für Honduras, El Salvador, Nicaragua und Guatemala. 1893 kehrte er endgültig nach Oakland zurück, wo er am 23. Januar 1899 starb. Seit 1863 war er mit Mary McIntire verheiratet, mit der er die Kinder Maybella (geb. 1865) und Romualdo hatte. Der Sohn starb im Kindesalter.